# Egill Jacobsen
Egill Jacobsen (Kopenhagen, 16 december 1910 - Kopenhagen, 21 april 1998) was een Deens kunstschilder en lid van de Cobra-beweging.
Jacobsen stond onder grote invloed van Picasso, waarbij hij zijn eigen expressionistische stijl ontwikkelde, na eerst in een sociaal-realistische stijl gewerkt te hebben.
Hij was lid van de Deense kunstenaarsgroepen Linien en Høst en leverde artikelen voor het tijdschrift Helhesten. In 1948 raakte hij betrokken bij de Cobra-beweging en was in deze hoedanigheid van grote invloed op andere Deense kunstenaars.
In 1959 werd hij hoogleraar aan de Koninklijke Deense Kunstacademie te Kopenhagen.
Het Cobra Museum voor Moderne Kunst Amstelveen kreeg in 2012 als schenking van de Egill en Evelyn Jacobsen Foundation uit Denemarken de werken Havet (1947) en Hvid Maske (1946) in zijn bezit.

## Enkele werken
- Obhobning (Opeenhoping) (1938)[1]
- Rødt objekt II (Rood object II) (1940)[2]
- Orange objekt (Oranje object) (1940)
- Græshoppedans (Dans van de sprinkhaan) (1941)[3]

## Tentoonstellingen (selectie)
- 1948 - Biënnale van Venetië
- 1956 - Biënnale van Venetië
- 1971 - Biënnale van São Paulo

- Bibliothèque nationale de France: cb125003600 (data)
- Gemeinsame Normdatei: 119239922
- International Standard Name Identifier: 0000 0001 0890 6374
- KulturNav: 440d5c2f-08b2-429f-bdf3-e01b9cf9c410
- Library of Congress Control Number: n83048575
- Nationale Bibliotheek van Tsjechië: xx0281085
- Nederlandse Thesaurus van Auteursnamen: 226842134
- RKD-Nederlands Instituut voor Kunstgeschiedenis: 41397
- LIBRIS: 191355
- Système universitaire de documentation: 034225811
- Union List of Artist Names: 500027467
- Virtual International Authority File: 40183895
- WorldCat: E39PBJbtqXy7f7Xpxyrq4gfQbd